# Ed Rec Vol. 1
Ed Rec Vol. 1 is het eerste verzamelalbum samengesteld door Ed Banger. Het verscheen onder het label Ed Banger Records in 2006.

## Tracklist
1. Mr. Flash - "Radar Rider" – 3:57
2. Uffie - "Pop the Glock" – 3:29
3. Krazy Baldhead - "Crazy Mothafuckas" – 4:21
4. Vicarious Bliss - "Theme From Vicarious Bliss" – 3:26
5. Zongamin - "Bongo Song" (Jackos Remix) – 5:47
6. DJ Mehdi - "I Am Somebody" (Paris Version) – 3:08
7. SebastiAn - "Dolami" – 4:01
8. Justice - "Waters of Nazareth" – 4:31
9. Busy P - "Chop Suey" – 3:04
10. Krazy Baldhead - "Revolution" (Para One Remix) – 3:57
11. SebastiAn - "H.A.L." – 2:48
12. Vicarious Bliss - "Theme From Vicarious Bliss" (Justice Remix) – 4:55